# Hot in the Shade
《Hot in the Shade》는 1989년 10월 17일에 발매된 미국의 하드 록 밴드 키스의 열다섯 번째 스튜디오 음반이다. 이 음반은 1981년 《Music from "The Elder"》 이후 처음으로 폴 스탠리나 진 시몬스가 아닌 다른 사람의 리드 보컬을 선보였으며 드러머 에릭 카는 〈Little Caesar〉에서 리드 보컬을 맡았다. 이 음반은 1991년 11월 카가 사망하기 전 그의 전부가 수록된 마지막 키스 음반이기도 하다. 전작인 《Crazy Nights》와 달리 《Hot in the Shade》에는 키보드가 많이 들어 있지 않다.
이 음반에는 그들의 민낯 시대의 가장 큰 히트곡인 마이클 볼튼과 폴 스탠리가 작곡한 파워 발라드 〈Forever〉가 수록되어 있다. 이 싱글 음반은 1990년 4월에 빌보드 핫 100에서 8위에 올랐다.

## 배경
《Hot in the Shade》는 키스 스튜디오 음반 중 가장 많은 15곡을 포함하고 있다. 이 음반은 거의 한 시간(58:39)의 러닝 타임을 가진 이 밴드의 가장 긴 음반 중 하나이다. 진 시몬스와 폴 스탠리는 1983년 〈Rise to It〉 비디오의 가면을 벗은 이후 처음으로 키스 메이크업을 했다. 비록 시몬스와 스탠리가 분장을 한 허구적인 장면은 1975년에 촬영된 것으로 추정되지만, 그들의 의상은 역사적으로 부정확했다. 시몬스는 《Unmasked》 (1980년) 시대의 것이고 스탠리는 《Love Gun》 (1977년) 시대의 것이다. 이 음반은 《Crazy Nights》의 키보드 중심의 팝 메탈 이후 좀 더 직선적인 사운드를 보여주며, 심지어 〈Boomerang〉의 스피드 메탈까지 선보이고 있다. 〈Little Caesar〉는 에릭 카가 이전에 컴필레이션 음반 《Smashes, Thrashes & Hits》의 〈Beth〉를 재녹음한 버전으로 리드 보컬을 했지만, 원곡에서 첫 번째 리드 보컬이었다.
이 음반은 1989년 여름 할리우드의 포트리스에서 녹음되었다. 보도에 따르면 진 시몬스와 에릭 카는 좀 더 헐벗은 사운드를 목표로 여러 스튜디오를 확인한 후 그곳에서 음반을 녹음하기로 결정했다고 한다. 더 낮은 예산으로 음반을 제작할 수 있을 뿐만 아니라 음반에 더 원시적인 느낌을 주기 위해, 밴드는 그들이 녹음한 데모를 사용하고 노래를 재녹음하는 대신 오버더빙을 통해 그것들을 다듬기로 결정했다.
〈Betrayed〉와 〈The Street Giveth and the Street Taketh Away〉를 공동 작곡한 토미 세이어는 2002년에 에이스 프레일리를 대신해 The Spaceman으로 키스의 영구적인 리드 기타리스트가 되었다. 이 음반의 15곡 중 5곡만이 라이브로 공연되었다. 마이클 볼튼이 공동 작업한 〈Forever〉는 팝 히트를 쳤고 라이브 세트리스트의 세미레귤러 부분이 되었다. 〈Hide Your Heart〉는 2014년 Kiss 40th Anniversary World Tour에서 공연되었다.
음반 라이너 노트에는 키스 팬들이 좋아하는 밴드와 연결되고 각 멤버들의 활동을 최신으로 유지할 수 있도록 도와주는 12개의 키스 팬 출판 잡지에 감사하는 내용이 포함되어 있다. 라이너 노트는 팬들에게 에이즈의 전염에 대한 경고로 끝을 맺었고, 팬들에게 에이즈는 파티가 아니다며 HIV에 걸리고 확산되는 위험을 줄이기 위해 콘돔을 사용할 것을 요청했다.

## 평가
| 전문가 평가     | 전문가 평가 |
| 평가 점수       | 평가 점수   |
| 출처            | 점수        |
| --------------- | ----------- |
| Allmusic        | [ 9 ]       |
| Sputnikmusic    | [ 10 ]      |
| Rolling Stone   | [ 11 ]      |
| Vista Records   | [ 12 ]      |
| Metal Nightfall | [ 13 ]      |

《Hot in the Shade》는 1989년 12월 20일, 미국 음반 산업 협회로부터 골드 인증을 받았다.
이 밴드의 가장 성공적인 싱글 〈Forever〉는 《빌보드》 차트에서 8위에 올랐는데, 13년 전 〈Beth〉 이후 미국에서 가장 높은 순위를 기록한 싱글이다.

## 곡 목록
| #  | 제목                          | 작사·작곡                            | 리드 보컬 | 재생 시간 |
| -- | ----------------------------- | ------------------------------------ | --------- | --------- |
| 1. | 〈Rise to It〉                | 폴 스탠리, 밥 할리건 주니어          | 스탠리    | 4:08      |
| 2. | 〈Betrayed〉                  | 진 시몬스, 토미 세이어               | 시몬스    | 3:38      |
| 3. | 〈Hide Your Heart〉           | 스탠리, 데스몬드 차일드, 홀리 나이트 | 스탠리    | 4:25      |
| 4. | 〈Prisoner of Love〉          | 시몬스, 브루스 큘릭                  | 시몬스    | 3:52      |
| 5. | 〈Read My Body〉              | 스탠리, 할리건                       | 스탠리    | 3:50      |
| 6. | 〈Love's a Slap in the Face〉 | 시몬스, 비니 폰시아                  | 시몬스    | 4:04      |
| 7. | 〈Forever〉                   | 스탠리, 마이클 볼튼, 큘릭            | 스탠리    | 3:52      |
| 8. | 〈Silver Spoon〉              | 스탠리, 폰시아                       | 스탠리    | 4:38      |

| #   | 제목                                             | 작사·작곡                  | 리드 보컬 | 재생 시간 |
| --- | ------------------------------------------------ | -------------------------- | --------- | --------- |
| 9.  | 〈Cadillac Dreams〉                              | 시몬스, 폰시아             | 시몬스    | 3:44      |
| 10. | 〈King of Hearts〉                               | 스탠리, 폰시아             | 스탠리    | 4:26      |
| 11. | 〈The Street Giveth and the Street Taketh Away〉 | 시몬스, 세이어             | 시몬스    | 3:34      |
| 12. | 〈You Love Me to Hate You〉                      | 스탠리, 차일드             | 스탠리    | 4:00      |
| 13. | 〈Somewhere Between Heaven and Hell〉            | 시몬스, 폰시아             | 시몬스    | 3:52      |
| 14. | 〈Little Caesar〉                                | 에릭 카, 시몬스, 애덤 미첼 | 카        | 3:12      |
| 15. | 〈Boomerang〉                                    | 시몬스, 큘릭               | 시몬스    | 3:30      |

## 인증
| 국가                       | 인증     | 판매량/출하량 |
| -------------------------- | -------- | ------------- |
| 캐나다 (뮤직 캐나다)       | 플래티넘 | 100,000^      |
| 미국 (RIAA)                | 골드     | 500,000^      |
| ^출하량을 기반으로 한 인증 |          |               |